# Lucette Descaves
Lucette Descaves (París, 1 d'abril del 1906 – Boulogne-Billancourt, 15 d'abril del 1993) fou una pianista i pedagoga francesa.

## Biografia

### Formació
Lucette Descaves era filla del comissari de policia Eugène Descaves (del qual l'escriptor Lucien Descaves n'era germà), fillola de Camille Saint-Saëns i padrina de Jacques Fabius. Suzanne Valadon va ser amiga de la família. El pare de Lucette va tenir una gran afició per la pintura i va ser col·leccionista d'art. Va conèixer els joves pintors de l'escola de París, Vlaminck, Picasso o Modigliani (de qui n'és un dels primers descobridors) i va col·leccionar-ne quadres en un moment en què encara gaudien de poc reconeixement. Derain pintaria un retrat seu i Picasso va dedicar un arlequí a Lucette; Utrillo, alguns anys més tard, també li dedicaria un poema.
Encoratjada per la seva mare, estudia el piano des de l'edat de set anys. Als deu anys, el 1916, entrà al Conservatori de París, dirigit llavors per Gabriel Fauré, a la classe de Marguerite Long, que consideraria Descaves com la seva hereva espiritual.

### Trajectòria
Havent obtingut el seu primer premi l'any 1923, esdevé responsable de la classe preparatòria Durant els anys de guerra, un dels seus alumnes serà Michel Legrand, qui simbòlicament li demanarà d'aparèixer l'any 1988 a l'escena del jurat de piano del seu film autobiogràfic Cinq Jours en Juin. Més endavant, esdevé també ajudant d'Yves Nat; esdevindrà professora de piano l'any 1947. Fins a l'any 1976, sortiran de la seva classe diverses generacions de primers premis; entre els seus alumnes, figuren el ja esmentat Legrand, Pierre Vozlinsky, Bruno Fabius, Monique Barabino, Myriam Birger, Olivier Greif, Brigitte Engerer, Bruno Rigutto, Katia i Marielle Labèque, Jean-Yves Thibaudet, Pascal Rogé, Nathalie Béra-Tagrine, Géry Moutier, Caroline Assier, Jean-Claude Pennetier, Jacques Boisgallais, Catherine Joly, Georges Pludermacher, Patrick Zygmanowski, Minou Drouet i Alain Jacquon.
Després de retirar-se del conservatori, prosseguirà la seva activitat com a docent al conservatori de Rueil-Malmaison, dirigit per un dels seus antics alumnes, Jacques Taddei.
Paral·lelament a la seva activitat pedagògica, duu a terme una carrera com a concertista sota la direcció de directors d'orquestra tals com Philippe Gaubert, Charles Munch, Pierre Dervaux i André Cluytens. Consagra una gran part del seu repertori als compositors del seu temps: ha interpretat i donat en primera audició obres de Pierné, Vierne, Arrieu, Tomasi (Cyrnos), Martinů (Concerto, Tre Ricercari amb Monique Haas)…
Va treballar les obres per a piano d'Albert Roussel i d'Arthur Honegger amb els seus mateixos compositors, i de tots dos n'enregistrà l'obra completa per a piano en disc de vinil. Va tocar el tercer concert per a piano de Prokófiev en presència del músic el 1931. També va estrenar les Cinc danses rituals (1942) i el Concerto per a piano (1951) d'André Jolivet, obres que el compositor va compondre específicament per ella. Tal concert l'interpretaria en més d'un centenar d'ocasions. També va estrenar el Concerto per a piano de Jean Rivier (1954).
Va tenir un primer matrimoni amb el director d'orquestra i pianista Georges Truc (mort l'any 1941). Més endavant es casà amb el director d'orquestra Louis Fourestier.

## Editora i escriptora
- Fayard. Un nouvel art du piano (en francès), 1966, p. 343. OCLC 5260470.

Com a editora
- Technique des gammes arpèges tenues et accords pour le piano (Billaudot) (OCLC 717182923)
- Nouvelle méthode El Couppey (anys 1950s, Billaudot) (OCLC 496920178)
- Sèrie de reculls titulats: Les contemporains : pièces faciles pour le piano (anys 1950s ed. Billaudot) Avec des pièces de Jacques Chailley, Alain Roizenblat, Maurice Thiriet, Henri Sauguet, Marcel Bitsch, Daniel Lesur, Pierre Revel, Noël Gallon, Henri Dutilleux, Henri Tomasi, Olivier Alain, Tony Aubin…
- Sèrie de reculls titulats: Nouveaux musiciens : pièces de difficultés progressives pour le piano (anys 1960s, ed. Choudens)
- Approche de l'écriture contemporaine au piano (Billaudot) OCLC 943366098

## Discografia
- Debussy, Feux d'artifice (extr. Préludes livre II) (24 juillet 1941, 78t La voix de son maître DB5192)
- Franck, Sonate pour violon et piano - William Cantrelle, violon (6 novembre 1928, 78t La Voix de son maître)
- Honegger, L'intégrale pour piano (1957, LP Versailles MEDX-12004)
- Jolivet, Concerto pour piano - Orchestre symphonique de la radio de Strasbourg, dir. Ernest Bour (concert 1966, Archives de l'INA/Solstice) (OCLC 659165116 et 811645483)
- Jolivet, Concerto pour piano - Orchestre du Théâtre des Champs-Élysées, dir. Ernest Bour (1958, LP Westminster / Ducretet Thomson 255 C 0 57)10 (OCLC 9425442)
- Ravel, Trio en la mineur pour piano, violon et violoncelle - Jean Pasquier, violon; Étienne Pasquier, violoncelle (1954, Erato 5050466-6981-2) (OCLC 658715059)
- Ravel, Jeux d'eau (5 octobre 1940, 78t La Voix de son maître DB5192)
- Roussel, L'intégrale pour piano (LP Versailles MEDX-12011/12)
- Schumann, Quintette avec piano, op. 44 (18 mars 1941, 78t La Voix de son maître DB5138)

Com a part d'una recopilació
- Pierné, Étude de concert, op. 13 ("Women at the piano vol. 1" Naxos "Historical") OCLC 78924585